# Wierzbięcin (Trzebiel)
Wierzbięcin (deutsch Kochsdorf, sorbisch Kochac) ist ein Dorf in der polnischen Landgemeinde Trzebiel im Landkreis Żary (Woiwodschaft Lebus).

## Geographie
Wierzbięcin liegt knapp 10 Kilometer östlich des deutsch-polnischen Grenzübergangs Bad Muskau–Łęknica. Das Dorf bildet mit den Nachbarorten Karsówka (Mühlbach) und Siemiradz (Neudorf) ein Schulzenamt.

## Geschichte

### Ortsgeschichte
Das Dorf wurde vermutlich im 13. oder 14. Jahrhundert von deutschen Siedlern angelegt. Nachweislich 1458 gehörte es bereits zum niederschlesischen Fürstentum Sagan.
Besitzer des Ritterguts waren im 16. und 17. Jahrhundert unter anderem die Herren von der Heide und von Rackel. Ende des 18. Jahrhunderts war Kochsdorf ein sagansches Lehngut.
Durch die Auflösung des Kreises Sagan kam Kochsdorf 1932 zum Kreis Rothenburg. Die Einwohner waren in die evangelische Kirche von Zibelle gepfarrt, der Schulbesuch erfolgte im Nachbarort Mühlbach.
Nach dem Zweiten Weltkrieg lag das Dorf 1945 östlich der Oder-Neiße-Linie und kam somit an Polen. Unter dem Namen Wierzbięcin kam das Dorf zum Powiat Żarski, dem polnischen Teil des vormaligen Sorauer Kreises. Das Dorf wurde der Gemeinde Niwica (Zibelle) eingegliedert und kam 1976 nach der Auflösung derselben zur Gemeinde Trzebiel.

### Bevölkerungsentwicklung
| Jahr | Einwohner |
| ---- | --------- |
| 1910 | 103       |
| 1933 | 150       |
| 1939 | 142       |

Um das Jahr 1800 waren in Kochsdorf zehn Gärtnerstellen besetzt.
1910 lebten im Dorf 103 Einwohner. Bis 1933 stieg die Zahl um etwa die Hälfte auf 150, danach war bis 1939 ein leichter Rückgang auf 142 Einwohner zu verzeichnen.

### Ortsname
Der deutsche Name ist vermutlich auf einen Lokator namens Koch zurückzuführen. Unter den urkundlich überlieferten Formen, die sich meist nur wenig von der letzten amtlichen Schreibweise unterscheiden, sticht Coxdorf auf einer Karte Schenks von 1760 hervor.